# 크레이지슈팅 버블파이터

## 개요
크레이지슈팅 버블파이터(영어: Crazy Shooting Bubble Fighter)는 로두마니 스튜디오에서 개발한 3D 온라인 캐주얼 TPS(3인칭 슈팅, Third Person Shooting)비디오 게임이다. 크레이지 아케이드 및 카트라이더 캐릭터의 동네 물총 싸움을 주제로 하나, 현재에는 아이템을 이용한 다양한 컨트롤을 이용, 다양한 플레이를 즐길 수 있게 되었다. 2009년 1월 22일 오픈 베타 서비스를, 2009년 7월 2일 정식 서비스를 시작했다. 버블파이터는 엄폐물에 붙기나 구르기, 자동 조준 시스템 등을 통하여 기존의 FPS 게임과 차별점을 두었다.  FPS치고는 그렇게 폭력적이지 않아 무려 전체이용가이다.

## 무기

### 라이플
긴 사거리, 넓은 자동 조준 범위와 사격 속도가 빠르고 많은 장탄 수로 낮은 난이도로 인해 초보들에게 추천하는 무기 계열이다.

### 샷건
짧은 사거리가 단점이지만 높은 근접 데미지로 인해 대부분의 유저들이 이 무기를 쓴다.

### 스나이퍼
샷건과 달리 매우 긴 사거리와 정밀 사격이 가능하다는 장점이 있지만 높은 조작 난이도로 인해 숙련시키기 가장 어려운 무기 계열이다.

### 보조무기
주무기(라이플, 샷건, 스나이퍼)를 보조하는 용도로, 이동속도가 높기 때문에 사실상 빠르게 이동하는 용도로 많이 쓰인다.

### 근접무기
상대방이 초근접 일 때의 최후의 수단이거나 이동속도가 높기 때문에 보조무기와 같이 사실사 빠르게 이동하는 용도로 많이 쓰인다.

### 특수무기
투척형 물폭탄으로 원거리에서 포물선 형태로 던질 수 있으며 엄페물을 이용하면 더욱 좋은 무기 계열이다.

## 상점
무기, 의상, 액세서리 등을 구매할 수 있으며, 대부분 아이템을 루찌로 구매가 가능하다. 캐시 아이템으로는 대표적으로 확률형 아이템인 매직바늘을 구매할 수 있으며, 매직바늘로 아이템을 기간제, 무제한 중 랜덤으로 뽑을 수 있다.

## 논란
- 2024년 1월 3일 대한민국 공정거래위원회에서 확률형 아이템 판매 관련  엄중 제재를 했다.[1]